# París-Tombuctú
París-Tombuctú és una pel·lícula espanyola de 1999 dirigida per Luis García Berlanga. Va ser l'última que va dirigir. En el guió va tenir un treball principal el seu fill Jorge Berlanga. A la seva presentació a la Ciutat de les Arts i Ciències de València va reivindicar l'humor bròfec. Fou rodada a Peníscola.

## Argument
Michel des Assantes (Michel Piccoli) és un famós cirurgià a la vora del suïcidi a causa del seu impotència sexual. Quan està a punt de tirar-se per la finestra veu a un ciclista amb un cartell que posa París - Tombuctú. Li compra la bicicleta i decideix emprendre un viatge per a deixar enrere el seu passat. Quan arriba al poble valencià de Calabuch decideix passar la nit de cap d'any amb una gent d'allò més estrafolària.

## Repartiment
- Michel Piccoli: Michel des Assantes
- Concha Velasco
- Amparo Soler Leal
- Eusebio Lázaro
- Javier Gurruchaga
- Santiago Segura
- Juan Diego
- Manuel Alexandre
- Fedra Lorente
- Pepe Sancho
- Enrique San Francisco

## Premis
- 1999: Goya al millor actor secundari: Guanyador (Juan Diego)[4]
- 2000: Premis Turia: millor actor (Juan Diego).[5]
- 1999: Festival Internacional de Cinema de Mar del Plata: Premis Fipresci i OCIC per García Berlanga.[6]